# Mohammed Shia' Al Sudani
Mohammed Shayya' Sabbar Al-Sudani (tiếng Ả Rập: محمد شياع السوداني; sinh năm 1970) là một chính trị gia người Iraq, ông giữ chức Thủ tướng Iraq từ ngày 27 tháng 10 năm 2022. Ông là Bộ trưởng Nhân quyền Iraq trong Hội đồng Bộ trưởng của Thủ tướng Nouri al-Maliki từ năm 2010 đến tháng 10 năm 2014. Ông là Thống đốc Maysan từ năm 2009 đến năm 2010.